# The Avenging Conscience
The Avenging Conscience este un film de groază american din 1914 regizat din D.W. Griffith. Rolurile principale sunt interpretate de actorii Herny B. Walthall, Blanche Sweet și Spottiswoode Aitken.

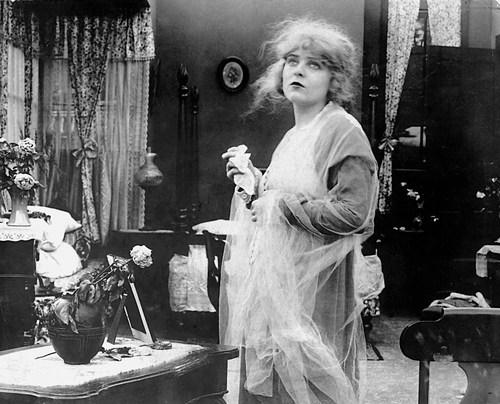

## Distribuție
- Herny B. Walthall
- Blanche Sweet
- Spottiswoode Aitken